# Jouy-le-Châtel
Jouy-le-Châtel település Franciaországban, Seine-et-Marne megyében. Lakosainak száma 1581 fő (2022. január 1.). Jouy-le-Châtel Amillis, Pécy, Saint-Just-en-Brie, Vaudoy-en-Brie, Bannost-Villegagnon, Dagny és Chenoise-Cucharmoy községekkel határos.

## Népesség
A település népességének változása:
| Lakosok száma | 1533 | 1577 | 1574 | 1527 | 1504 | 1509 | 1504 | 1526 | 1581 |
|               | 2013 | 2015 | 2016 | 2017 | 2018 | 2019 | 2020 | 2021 | 2022 |